# AnyTech365 Andalucia Open 2021 - Qualificazioni singolare
Le qualificazioni del singolare del AnyTech365 Andalucia Open 2021 sono un torneo di tennis preliminare per accedere alla fase finale della manifestazione. I vincitori dell'ultimo turno sono entrati di diritto nel tabellone principale. In caso di ritiro di uno o più giocatori aventi diritto, a queste sono subentrate i Lucky loser, ossia i giocatori che hanno perso nell'ultimo turno ma che avevano una classifica più alta rispetto agli altri partecipanti che avevano comunque perso nel turno finale.

## Teste di serie
1. Evgenij Donskoj (ultimo turno)
2. Peter Gojowczyk (primo turno)
3. Antoine Hoang (primo turno)
4. Henri Laaksonen (qualificato)

1. Bernabé Zapata Miralles (qualificato)
2. Nikola Milojević (qualificato)
3. Martin Kližan (primo turno)
4. Lorenzo Giustino (ultimo turno)

## Qualificati
1. Bernabé Zapata Miralles
2. Nikola Milojević
3. Mario Vilella Martínez
4. Henri Laaksonen

## Tabellone

### Legenda
| - Q = Qualificato - WC = Wild card - LL = Lucky loser | - ALT = Alternate - SE = Special Exempt - PR = Protected Ranking | - w/o = Walkover - r = Ritirato - d = Squalificato |

### Sezione 1
|  | Primo turno | Primo turno             | Primo turno             | Primo turno | Primo turno |  |  | Ultimo turno | Ultimo turno            | Ultimo turno            | Ultimo turno | Ultimo turno |  |
|  |             |                         |                         |             |             |  |  |              |                         |                         |              |              |  |
|  | 1           | Evgenij Donskoj         | Evgenij Donskoj         | 6           | 6           |  |  |              |                         |                         |              |              |  |
|  | WC          | Leo Borg                | Leo Borg                | 1           | 0           |  |  | 1            | Evgenij Donskoj         | Evgenij Donskoj         | 1            | 4            |  |
|  |             | Ernests Gulbis          | Ernests Gulbis          | 2           | 1           |  |  | 5            | Bernabé Zapata Miralles | Bernabé Zapata Miralles | 6            | 6            |  |
|  | 5           | Bernabé Zapata Miralles | Bernabé Zapata Miralles | 6           | 6           |  |  |              |                         |                         |              |              |  |

### Sezione 2
|  | Primo turno | Primo turno          | Primo turno     | Primo turno | Primo turno |  |  | Ultimo turno | Ultimo turno     | Ultimo turno     | Ultimo turno | Ultimo turno |  |
|  |             |                      |                 |             |             |  |  |              |                  |                  |              |              |  |
|  | 2           | Peter Gojowczyk      | Peter Gojowczyk | 2           | 3           |  |  |              |                  |                  |              |              |  |
|  |             | Steven Diez          | Steven Diez     | 6           | 6           |  |  |              | Steven Diez      | Steven Diez      | 5            | 3            |  |
|  |             | Alessandro Giannessi | 7               | 3           | 1r          |  |  | 6            | Nikola Milojević | Nikola Milojević | 7            | 6            |  |
|  | 6           | Nikola Milojević     | 64              | 6           | 4           |  |  |              |                  |                  |              |              |  |

### Sezione 3
|  | Primo turno | Primo turno            | Primo turno            | Primo turno | Primo turno |  |  | Ultimo turno | Ultimo turno           | Ultimo turno | Ultimo turno | Ultimo turno |  |
|  |             |                        |                        |             |             |  |  |              |                        |              |              |              |  |
|  | 3           | Antoine Hoang          | Antoine Hoang          | 2           | 4           |  |  |              |                        |              |              |              |  |
|  | Alt         | Mario Vilella Martínez | Mario Vilella Martínez | 6           | 6           |  |  | Alt          | Mario Vilella Martínez | 6            | 3            | 6            |  |
|  | WC          | Carlos Gómez-Herrera   | Carlos Gómez-Herrera   | 6           | 6           |  |  | WC           | Carlos Gómez-Herrera   | 3            | 6            | 3            |  |
|  | 7           | Martin Kližan          | Martin Kližan          | 4           | 1           |  |  |              |                        |              |              |              |  |

### Sezione 4
|  | Primo turno | Primo turno      | Primo turno      | Primo turno | Primo turno |  |  | Ultimo turno | Ultimo turno     | Ultimo turno | Ultimo turno | Ultimo turno |  |
|  |             |                  |                  |             |             |  |  |              |                  |              |              |              |  |
|  | 4           | Henri Laaksonen  | 6                | 67          | 6           |  |  |              |                  |              |              |              |  |
|  |             | Roman Safiullin  | 3                | 7           | 1           |  |  | 4            | Henri Laaksonen  | 7            | 3            | 6            |  |
|  | Alt         | Roberto Marcora  | Roberto Marcora  | 64          | 4           |  |  | 8            | Lorenzo Giustino | 5            | 6            | 1            |  |
|  | 8           | Lorenzo Giustino | Lorenzo Giustino | 7           | 6           |  |  |              |                  |              |              |              |  |